# Epuraea concurrens
Epuraea concurrens är en skalbaggsart som beskrevs av Sjöberg 1939. Epuraea concurrens ingår i släktet Epuraea, och familjen glansbaggar. Arten har ej påträffats i Sverige.